# Un gatto a Parigi
Un gatto a Parigi (Une vie de chat) è un film del 2010 diretto da Jean-Loup Felicioli e Alain Gagnol. Il film è prodotto dallo studio francese Folimage specializzato in cinema di animazione. Il film è uscito nelle sale italiane a dicembre 2014 con quattro anni di ritardo con distribuzione P.F.A. Films.

## Trama
Il film racconta la storia di un gatto Parigino di nome Dino che vive una doppia vita. Di giorno abita con la piccola Zoe come compagno fedele, mentre di notte esce dalla finestra mentre la bimba dorme per andare a trovare Nico, un ladruncolo dal cuore buono che vive di espedienti e che saltella agilmente sui doccioni di Notre-Dame, penetrando negli appartamenti altrui in cerca di preziosi e facile refurtiva. Una notte la bimba seguirà Dino nelle sue scorribande notturne, diventando suo malgrado testimone di un losco affare. Dino e Nico dovranno quindi salvare la bambina dalle grinfie del mafioso Victor Costa che è riuscito a catturarla, per riportarla dalla madre Jeanne, commissario della polizia locale.

## Produzione
Il film è stato realizzato dalla Folimage, studio francese situato a Bourg-lès-Valence, fondato e diretto da Jacques-Rémy Girerd, regista di film d'animazione e produttore di quasi tutti i titoli della Folimage.  Il film è interamente disegnato a mano e realizzato con tecniche d'animazione classiche. Gli stili citati vanno dall'impressionismo, all'espressionismo fino al cinema noir americano.

## Riconoscimenti
- 2012 — Premio Oscar
  - Nomination a Miglior film d'animazione